# Optrekken (oefening)

Een man trekt zich op (pull-ups)

Optrekken, ook chin-up, pull-up, of "chin" genoemd, is een oefening om vooral de armen en de rugspieren te trainen. 
Met name de brede rugspier (musculus latissimus dorsi) en biceps worden getraind met deze oefening. Men gebruikt het eigen lichaam als weerstand. Hoe zwaarder men is, des te moeilijker de oefening. 

## Uitvoering
De oefening wordt uitgevoerd door aan een rekstok te gaan hangen (handpalmen naar het lichaam toe is een "chin-up" en handpalmen naar buiten is een "pull-up"). In een sportschool zijn hier speciale brede stangen voor (de chinning bar of pull-up bar of -stang) en voor thuis kan men een rekstok kopen die in een deurframe geklemd kan worden. Men trekt zich op tot de kin boven de rekstok uitkomt of bij een "chin behind the neck" tot men met de nek de rekstok raakt. Om optimaal te trainen is het belangrijk langzaam naar beneden te zakken. Zeer gevorderde sporters kunnen een gewichtschijf tussen de knieën klemmen of bijvoorbeeld een tas met een gewicht erin op de rug hangen om de oefening nog zwaarder te maken. Beginnende sporters wordt vaak aangeraden eerst de rugspieren en de biceps met andere oefeningen te trainen alvorens met deze oefening te beginnen. In sportscholen zijn vaak optrekapparaten aanwezig met instelbare tegenweerstand, zodat men toch chin-ups en pull-ups kan doen als deze zonder hulp te zwaar zijn. Iemand met een laag  lichaamsgewicht, die in conditie is, kan zich soms toch enkele keren, of meer, optrekken, zonder dit eerst opgebouwd te hebben met krachttraining. Het verschilt per persoon, afhankelijk van lichaamsgewicht, kracht, conditie, aanleg en leeftijd. 
Ook kan een ongetraind iemand zich bijvoorbeeld helemaal niet optrekken of maar enkele keren optrekken met de handen dicht bij elkaar. 
Een gevorderde sporter, bijvoorbeeld een professionele bodybuilder, zal eerder kiezen voor de brede grip, om de brede rugspier te trainen, die door zware training zal verbreden. Hoe wijder de handen uit elkaar zijn, des te zwaarder is de oefening. Vooral all-round turners kunnen zich vaak op allerlei manieren optrekken en daarbij ook nog acrobatische handelingen verrichten.

## Grip
Hoe breder de greep, des te meer de brede rugspier wordt getraind. Indien de greep minder breed is worden de biceps meer belast en komt de rugspier op de tweede plaats. Afhankelijk van de greep, worden de triceps ook meegetraind. Houdt men de handpalmen naar zich toe (chin-up) dan worden vooral de biceps aangesproken. Met de handpalmen van zich af (pull-up) traint men in lichte mate ook de triceps mee. De schouderspieren, borstspieren, buikspieren en onderarmen worden ook belast met deze oefening, echter niet voldoende om deze volledig te ontwikkelen, zoals met specifieke oefeningen voor deze spiergroepen.
Met een rekstok of een "chinning bar" kan men allerlei variaties doen van deze oefening en kunnen er ook andere oefeningen mee worden uitgevoerd, zoals buikspieroefeningen.